# Gdeszyce
Gdeszyce (ukr. Дешичі) – wieś w rejonie samborskim (wcześniej w rejonie starosamborskim) obwodu lwowskiego Ukrainy. Wieś liczy około 370 mieszkańców. Leży nad rzeką Czyżka. Podlega hruszatyckiej silskiej radzie.
Wieś szlachecka Gdaschyce, własność Herburtów, położona była w 1589 roku w ziemi przemyskiej województwa ruskiego. 
W 1921 r. liczyły około 806 mieszkańców. Znajdowały się w powiecie przemyskim.

## Ważniejsze obiekty
- Cerkiew greckokatolicka